# TJ Spartak Čelákovice
TJ Spartak Čelákovice je český fotbalový klub. Založen byl v roce 1924, kdy odešla skupina hráčů z konkurenčního Unionu. Jeho nejúspěšnější období je v letech 1953 - 1968, kdy nepřetržitě působil ve 2. fotbalové lize. Nejlepší umístění dosahuje v sezóně 1955, kdy skončil ve své skupině na 4. místě. V roce 1999 byl z finančních důvodů sloučen s městským rivalem SK Union Čelákovice. Klub byl obnoven v roce 2015 jako TJ Spartak Čelákovice.

## Historické názvy
- 1924 – SK Čelákovice (Sportovní klub Čelákovice)
- 19?? – SK Volman Čelákovice (Sportovní klub Volman Čelákovice)
- 1949 – DSO Spartak Čelákovice (Dobrovolná sportovní organizace Spartak Čelákovice)
- 1951 – TJ Spartak Čelákovice (Tělovýchovná jednota Spartak Čelákovice)
- 1991 – SK Čelákovice (Sportovní klub Čelákovice)
- 2015 – TJ Spartak Čelákovice (Tělovýchovná jednota Spartak Čelákovice)